# アルフレッド・ロル
アルフレッド・ロル（Alfred Philippe Roll、1846年3月10日 - 1919年10月27日）はフランスの画家である。

## 略歴
1846年3月10日、パリに生まれる。商業デザイナー（工芸家）をした後、パリのエコール・デ・ボザールでジャン＝レオン・ジェロームやシャルル＝フランソワ・ドービニー、レオン・ボナに学んだ。1870年からサロン・ド・パリに出展を始め、1877年のサロンで金賞に入選した。初期には、ロマン主義のスタイルで風景や神話の情景を描いた作品が多い。1880年頃から写実主義の画家、ギュスターヴ・クールベに影響を受けた画風となった。さらに後年は印象派の影響も見られるようになった。政府からの依頼の仕事でパリ市庁舎などの装飾画の仕事も行った。
1883年にレジオンドヌール勲章（シュヴァリエ）を受勲し、1913年にレジオンドヌール勲章（グラントフィシエ）を受勲した。1905年から国民美術協会の会長を務めた。またアカデミー・ジュリアンで教え、ロルが教えた学生にはジョルジュ・ラコンブらがいる。

## 作品

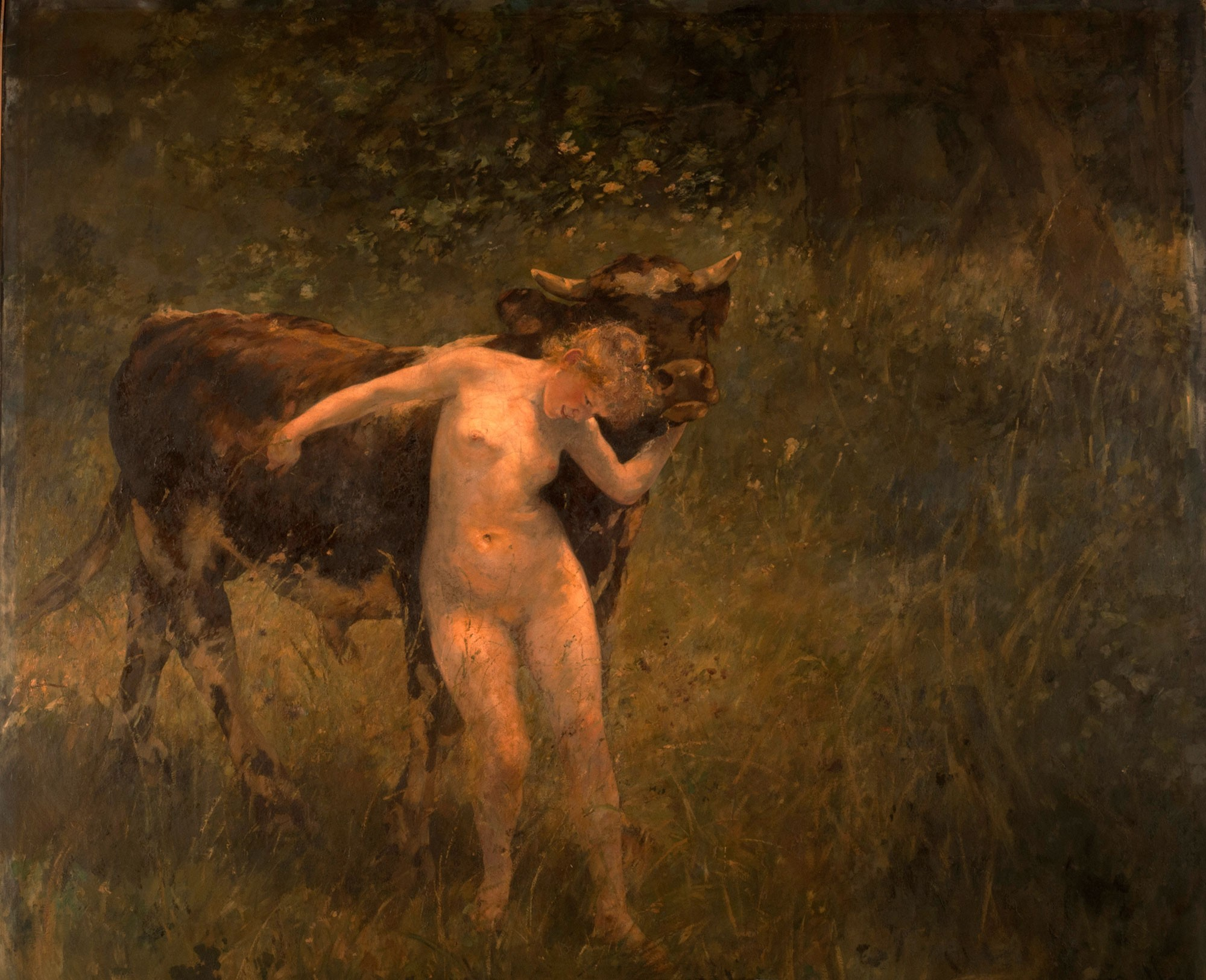
女性と牛 (1885)
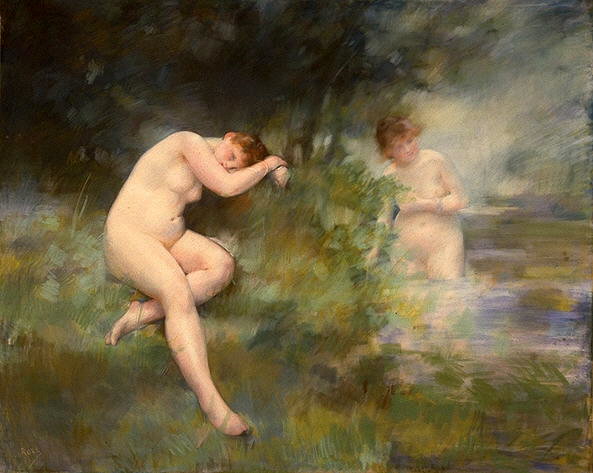
水浴びする女性たち (c.1900)
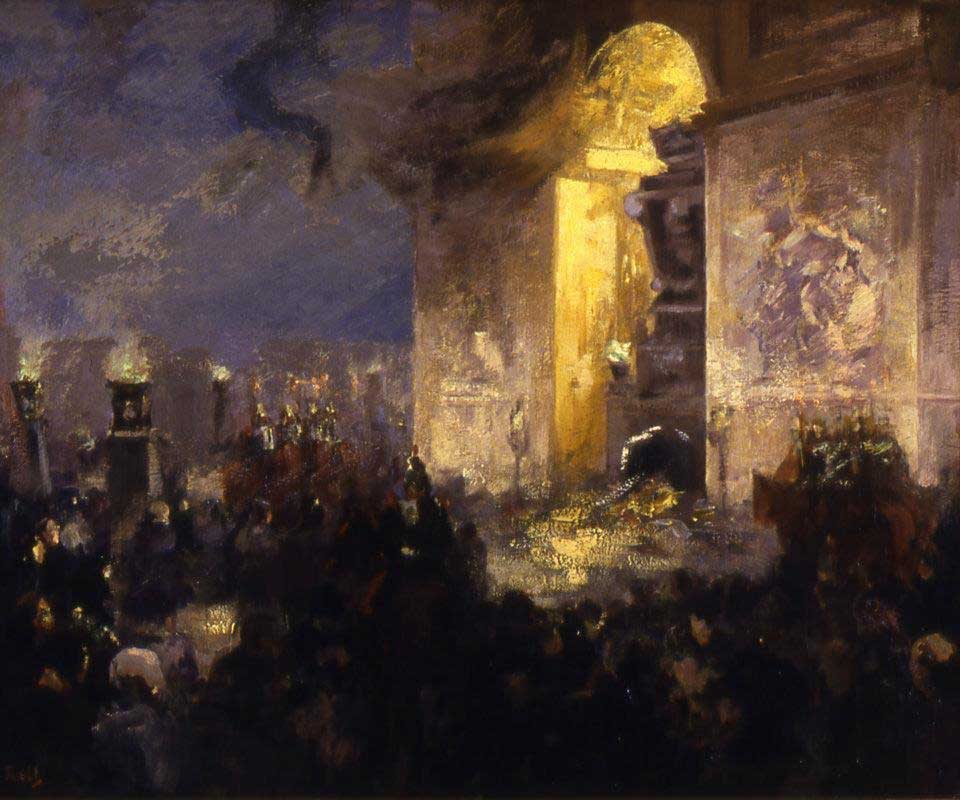
ヴィクトル・ユーゴーの葬儀

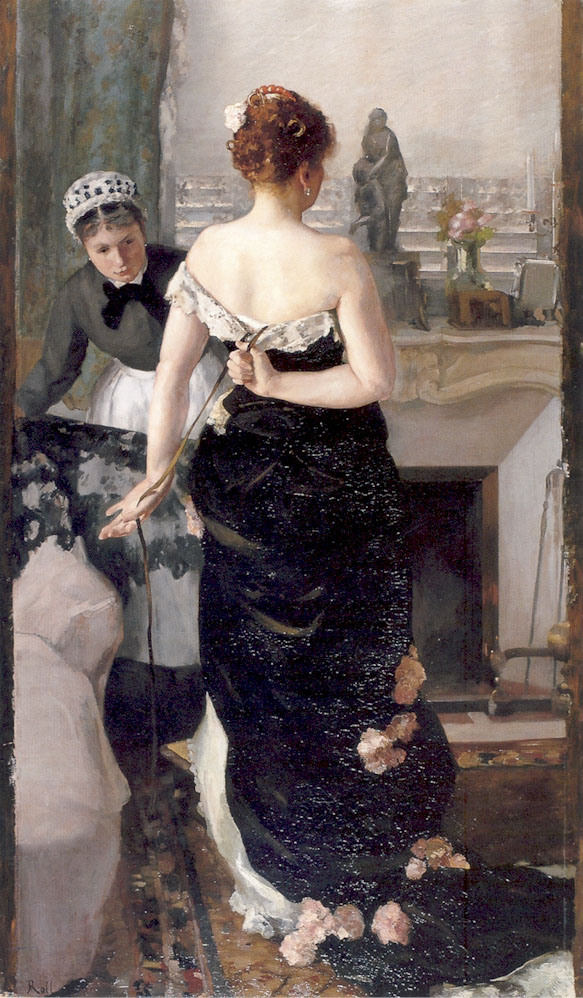
舞踏会の後(1886)
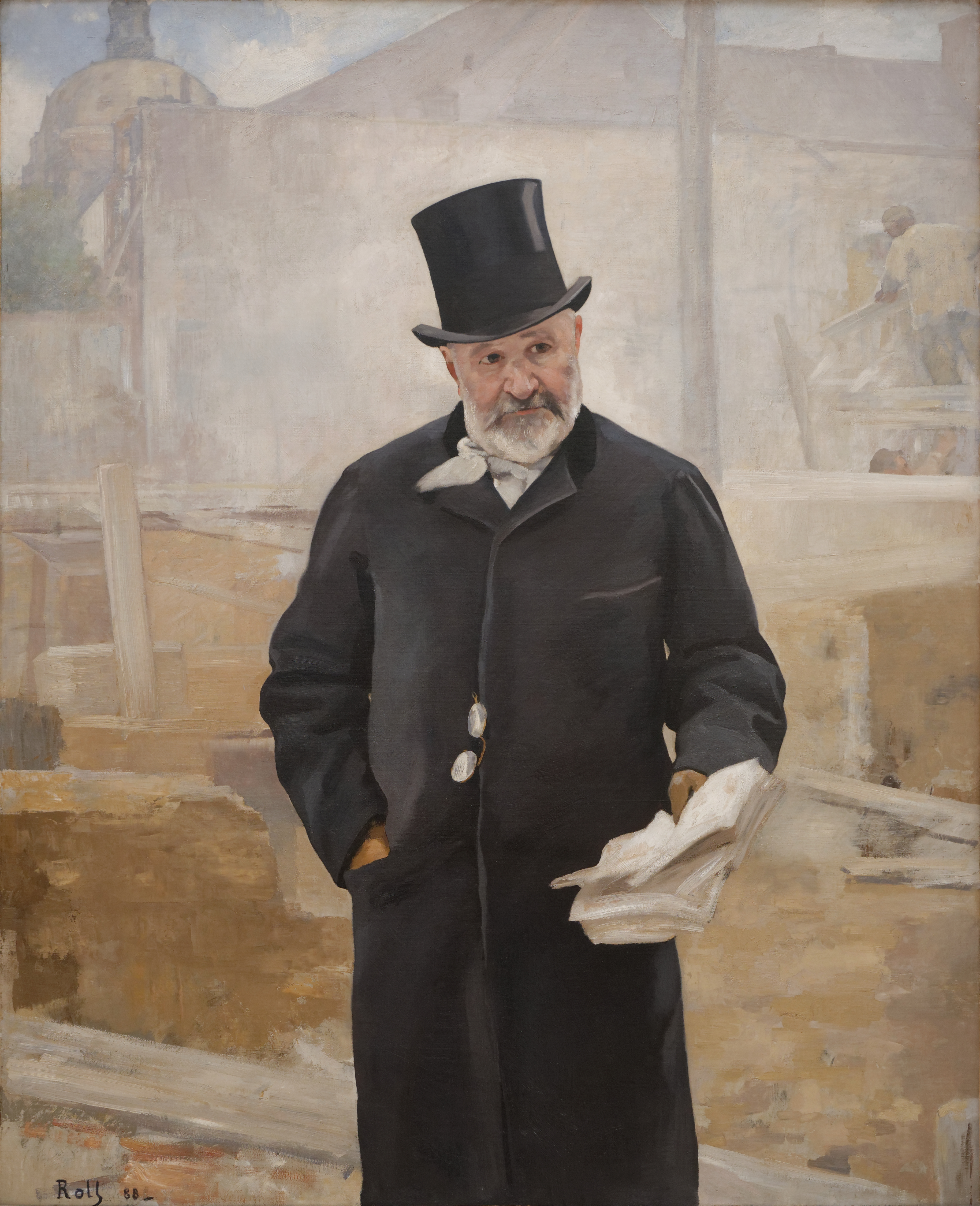
ジャン＝シャルル・アルファン - 造園家(1888)
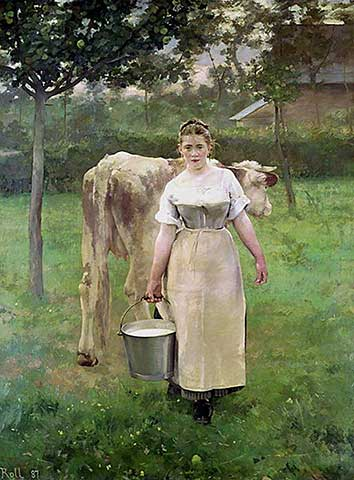
農場の娘
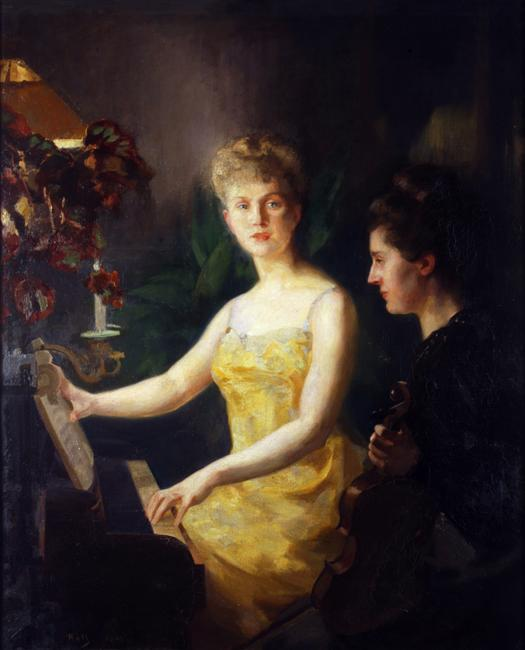
ピアノ教師